# História da criação no Gênesis
A história da criação é um mito de criação originado do judaísmo e do cristianismo, descrito nos primeiros capítulos do livro do Gênesis, na Bíblia.
Consiste na ideia de que  Deus criou o universo e os seres vivos de forma sobrenatural. No entanto, o termo é mais comumente usado para se referir à rejeição, por motivos religiosos, de certos processos biológicos, particularmente a evolução. Criacionistas, em geral, rejeitam a idade do universo e da Terra estipulada pela ciência moderna e defendem que o universo surgiu em apenas seis dias há menos de 10 mil anos e sua cosmologia é originária do literalismo bíblico. Existem, no entanto, um espectro contínuo de tipos de criacionismo, variando desde o criacionismo da Terra plana até a aceitação das teorias científicas modernas sem conflito com a leitura da Bíblia. Uma vertente do criacionismo cristão é o criacionismo científico, que entraram em conflito com a teoria da evolução nas escolas e tribunais dos Estados Unidos da América na primeira década do século XXI.
Atualmente, muitos cristãos e judeus acreditam que os sete dias da criação do mundo, narrada pela Bíblia, não devem ser interpretados literalmente e apenas representam uma forma metafórica e alegórica de explicar o fato da criação do Universo. Mas, mesmo assim, uma corrente cristã, denominada fundamentalismo, originárias em certas regiões dos Estados Unidos, ainda acreditam numa leitura estritamente literal da Bíblia. Alguns judeus ortodoxos defendem pontos de vistas semelhantes a de cristãos fundamentalistas e rejeitam a teoria da evolução por considerarem-na incompatível com os livros da Torá, porém os judeus são consensualmente contrários ao criacionismo cristão. A principal razão disto é que consideram o criacionismo cristão baseado na Bíblia do Rei James e não em textos hebraicos originais, que incorporam comentários adicionais ao texto bíblico.

## Primeira narrativa: Gênesis 1:1–2:3

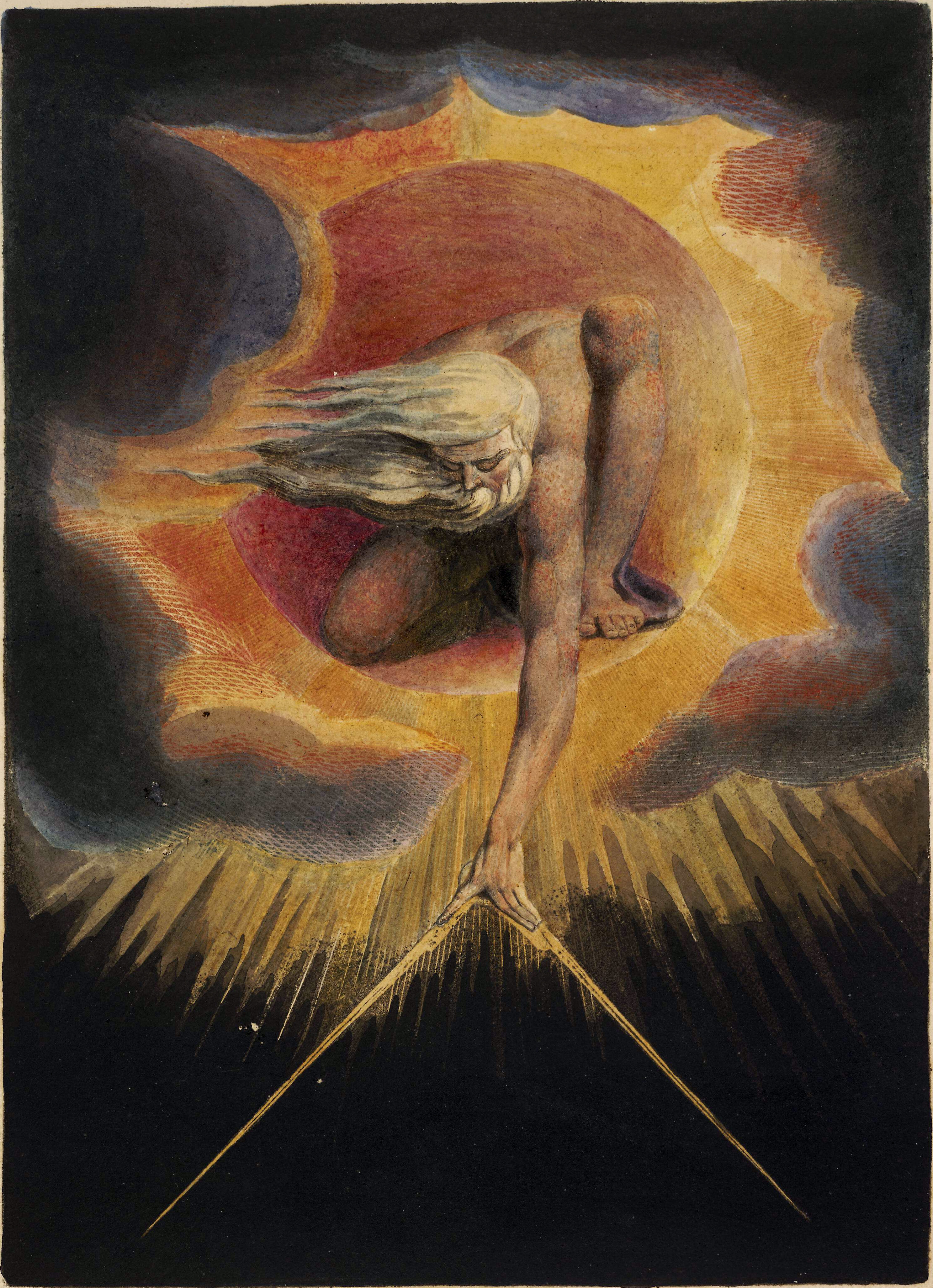
The Ancient of Days, de William Blake (1794).

### Fundo
O cosmos criado em Gênesis 1:1–Gênesis 2:3 tem uma semelhança impressionante com o tabernáculo em Êxodo 35:40, que era o protótipo do Templo de Jerusálem em Jerusalém e o centro do culto sacerdotal a YHWH; por essa razão, e porque outras histórias da criação do Oriente Médio também culminam na construção de um templo/casa para o deus criador, Gênesis 1: pode ser interpretado como descrevendo a construção do cosmos como a casa de Deus, para a qual o Templo em Jerusalém serviu como um representante terrestre.
A palavra bara se traduz como "criado" em português, e os estudiosos geralmente aceitam que esse era o significado do termo hebraico. No entanto, John Walton argumenta que o conceito que ela incorporava não era o mesmo que o termo moderno: no antigo mundo do Oriente Próximo, os deuses demonstravam seu poder sobre o mundo não criando matéria, mas definindo destinos, de modo que a essência do bara que Deus realiza em Gênesis diz respeito a trazer "os céus e a terra" (uma frase estabelecida que significa "tudo") à existência, organizando e atribuindo papéis e funções.
O uso de números em textos antigos era frequentemente numerológico em vez de factual, ou seja, os números eram usados porque tinham algum valor simbólico para o autor. O número 7, denotando a conclusão divina, permeia Gênesis 1:: o versículo 1:1 consiste em 7 palavras; o versículo 1:2, de 14; 2:1–3 tem 35 palavras (5x7); Elohim é mencionado 35 vezes; "céus/expansão" e "terra" 21 vezes cada; e as frases "e assim foi" e "Deus viu que era bom" ocorrem 7 vezes cada.

### Pré-criação (Gênesis 1:1–2)

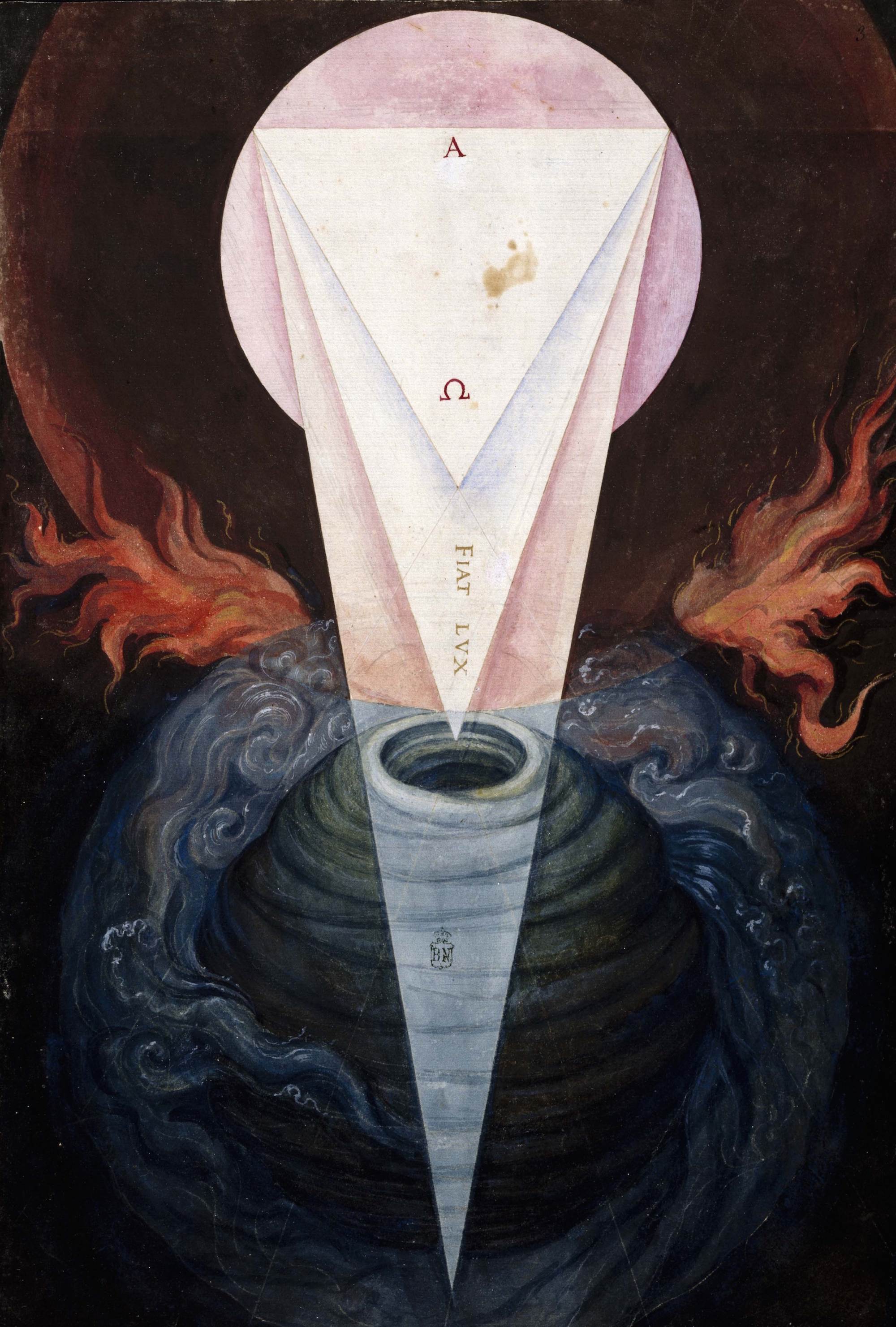
Caos e Criação da Luz (1545) por Francisco de Holanda. Em De Aetatibus Mundi Imagines

1 No princípio, Deus criou os céus e a terra. 2 E a terra estava sem forma e vazia e as trevas estavam sobre a face do abismo e o Espírito de Deus se movia sobre as águas primordiais.
Gênesis 1:1-2:
Embora a frase inicial de Gênesis 1:1 geralmente traduzido como escrito acima, o hebraico é ambíguo e pode ser traduzido de pelo menos três maneiras:
1. como uma declaração de que o cosmos teve um começo absoluto ("No princípio, Deus criou os céus e a terra"),
2. como uma declaração que descreve a condição do mundo quando Deus começou a criar ("Quando, no princípio, Deus criou os céus e a terra, a terra estava sem forma e vazia");
3. tomando toda Gênesis 1:2 como informação de base ("Quando, no princípio, Deus criou os céus e a terra, a terra estava sem forma e vazia, Deus disse: Faça-se a luz!").[17]

O segundo parece ser o significado pretendido pelo autor sacerdotal original: o verbo bara é usado apenas para Deus (as pessoas não participam do bara) e refere-se à atribuição de papéis, como em a criação das primeiras pessoas como "masculino" e "feminino" (isto é, ele lhes designa sexos): em outras palavras, o poder de Deus é mostrado não pela criação da matéria, mas pela fixação de destinos.
"Os céus e a terra" são uma frase estabelecida que significa "tudo", isto é, o cosmo. Consistia em três níveis: a terra habitável no meio, os céus acima, um submundo abaixo, todos cercados por um oceano aquático de caos como a Tiamat babilônico. A própria terra era um disco plano, cercado por montanhas ou mar. Acima dela estava o expansão, uma cúpula transparente, mas sólida que repousava nas montanhas, permitindo aos homens ver o azul das águas acima, com "janelas" para permitir a entrada de chuva, e que continha o Sol, a Lua e as estrelas. As águas se estendiam abaixo da terra, que repousavam sobre pilares afundados nas águas, e no submundo estava o Sheol, a morada dos mortos.
A abertura de Gênesis 1 continua: "A terra estava sem forma e vazia...". A frase "sem forma e vazio" é uma tradução do hebraico tohu va-bohu, (hebraico: תֹהוּ וָבוה), caos; a condição que bara: ordenante, que remedia. Tohu em si significa "vazio, inutilidade", é usado para descrever o deserto do deserto; bohu não tem significado conhecido e foi aparentemente cunhado para rimar e fortalecer tohu. A frase também aparece em Jeremias 4:23, onde o profeta adverte Israel que a rebelião contra Deus levará ao retorno das trevas e do caos, "Olho para a terra: tudo é caótico e deserto; para o céu: dele desapareceu toda a luz.".
A abertura de Gênesis 1 conclui com uma declaração de que "havia trevas na face do abismo"; a "escuridão" e o "abismo" (hebraico: tehom תְהוֹםk tehôm) são dois dos três elementos do caos representados no tohu va-bohu (o terceiro é a "terra confusa"). No Enuma Elish, o "abismo" é personificado como a deusa Tiamat, a inimiga de Marduk; aqui está o corpo sem forma de água primitiva que cerca o mundo habitável, que mais tarde será liberado durante o dilúvio, quando "todas as fontes do grande abismo" das águas abaixo da terra e as "quedas" do céu foram quebradas.
O ruach de Elohim se move sobre a face do abismo antes do início da criação. Ruach (hebraico: רוּחַ) tem o significado de "vento, espírito, respiração", e Elohim pode significar "grande" e "Deus": ruach Elohim pode significar "o vento/sopro de Deus" (o vento da tempestade é o sopro de Deus nos Salmos 18:16 e em outros lugares, e o vento de Deus retorna na história do dilúvio como o meio pelo qual Deus restaura a terra), ou o "espírito" de Deus, um conceito que é um tanto vago na Bíblia hebraica, ou simplesmente significa um grande vento de tempestade. Victor Hamilton, em seu comentário sobre Gênesis, inclina-se para o "espírito de Deus", mas descarta qualquer alusão a uma possível identificação com o Espírito Santo da teologia cristã.

### Seis dias da criação (Gênesis 1:3–2:3)

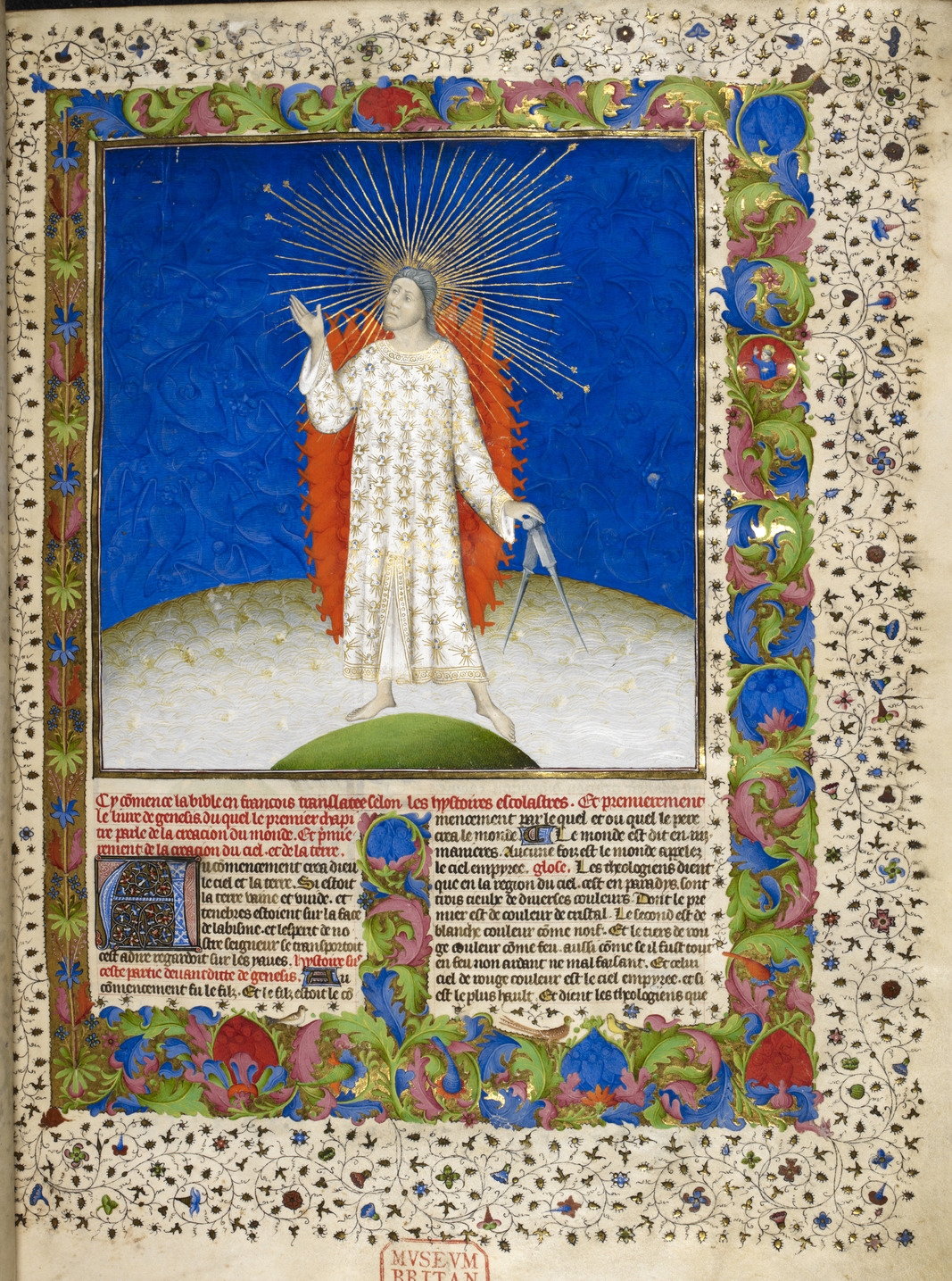
A Criação, na Bible Historiale (c. 1411).

A criação ocorre ao longo de seis dias. Os atos criativos são organizados de forma que os três primeiros dias criem o ambiente necessário para que as criações dos três últimos dias prosperem. Por exemplo, Deus cria a luz no primeiro dia e os corpos celestes produtores de luz no quarto dia.
| Dia 1 | luz, dia e noite             |
| Dia 2 | mar e firmamento do céu      |
| Dia 3 | terra seca e plantas         |
| Dia 4 | corpos celestes              |
| Dia 5 | aves e animais aquáticos     |
| Dia 6 | animais terrestres e humanos |

Cada dia segue um padrão literário semelhante:
1. Introdução: "E Deus disse"
2. Comando: "Haja"
3. Relatório: "E assim foi"
4. Avaliação: "E Deus viu que era bom"
5. Sequência de tempo: "E foi a tarde e a manhã"

O primeiro ato de Deus foi a criação de luz indiferenciada; as trevas e a luz se separavam noite e dia; sua ordem (antes da manhã) significava que aquele era o dia litúrgico; então o Sol, a Lua e as estrelas foram criados para marcar os horários adequados para os festivais da semana e do ano. Somente quando isso é feito, Deus cria o homem e a mulher e os meios para sustentá-los (plantas e animais). No final do sexto dia, quando a criação está completa, o mundo é um templo cósmico no qual o papel da humanidade é adoração a Deus. Isso é paralelo ao mito babilônico (o Enuma Elish) e também ecoa o Capítulo 38 do Livro de Jó, onde Deus lembra como as estrelas, os "filhos de Deus", cantaram, quando a pedra fundamental da criação foi lançada.

#### Primeiro dia

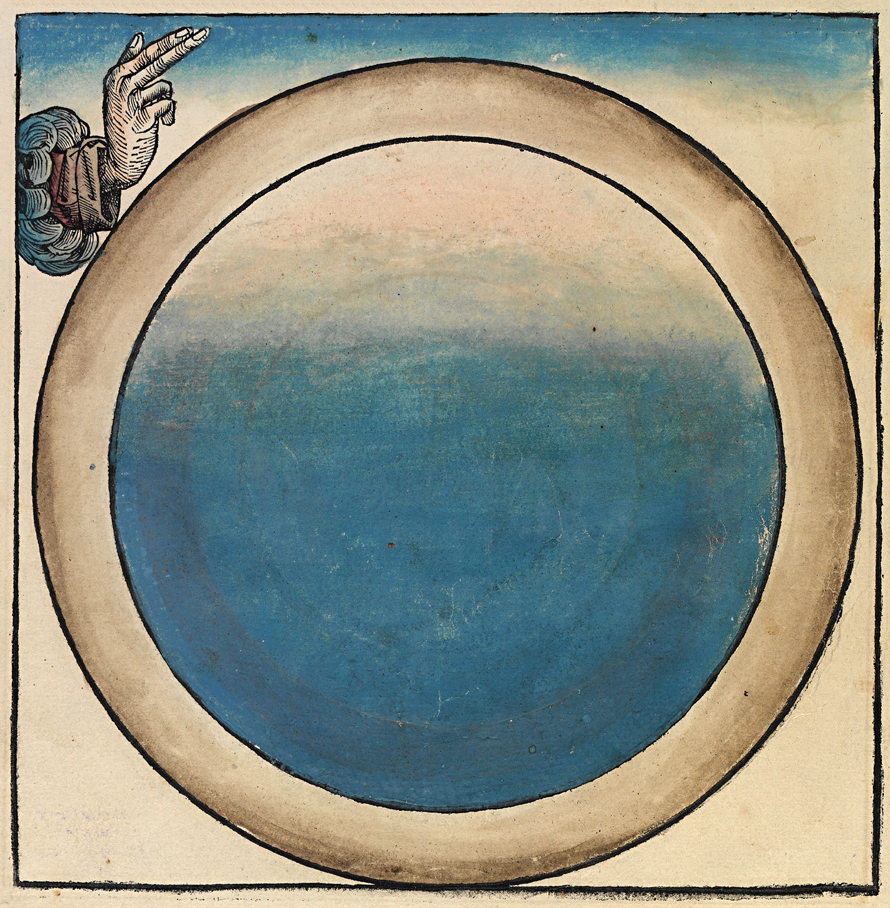
Deus cria luz e escuridão no cosmo, por Crônica de Nuremberg publicado em 1493.

3 E disse Deus: Haja luz. E houve luz." 4 E viu Deus que era boa a luz; e fez Deus separação entre a luz e as trevas. 5 E Deus chamou à luz Dia; e às trevas chamou Noite. E foi a tarde e a manhã, o dia primeiro.
Gênesis 1:3-5
O 1º Dia começa com a criação da luz (e por implicação, do tempo). Deus cria por comando falado (usando a linguagem divina) e nomeia os elementos do mundo à medida que os cria. No antigo Oriente Próximo, o ato de nomear estava ligado ao ato de criar: assim, na literatura egípcia, o deus criador pronunciava os nomes de tudo, e o Enuma Elish começa no ponto em que nada ainda havia sido nomeado. A criação de Deus pela palavra também sugere que ele é comparado a um rei, que simplesmente precisa falar para que as coisas aconteçam.

#### Segundo dia
6 E disse Deus: Haja uma expansão no meio das águas, e haja separação entre águas e águas. 7 E fez Deus a expansão, e fez separação entre as águas que estavam debaixo da expansão e as águas que estavam sobre a expansão; e assim foi. 8 E chamou Deus à expansão Céus, e foi a tarde e a manhã, o dia segundo.
Gênesis 1:6-8

Os antigos israelitas e outros povos do Oriente Próximo entendiam que o mundo era cercado por água. As águas superiores são contidas por uma cúpula sólida ou firmamento (o céu). A cúpula era sustentada por montanhas.

Rāqîa, a palavra traduzida como extensão, vem de rāqa, o verbo usado para o ato de bater metal em placas finas. Criado no 2° dia da criação e povoado por luminares no quarto, é uma cúpula sólida que separa a terra abaixo do céu e suas águas acima, como na crença egípcia e mesopotâmica da mesma época. Em Gênesis 1:17, as estrelas são colocadas na raqia; na mitologia babilônica, os céus eram feitos de várias pedras preciosas (compare Êxodo 24:10, onde os anciãos de Israel veem Deus no pavimento de safira do céu), com as estrelas colocadas em sua superfície. De acordo com a lenda judaica, o segundo dia também é o dia da criação do inferno. Portanto, não se poderia dizer do dia como dos outros, que "Deus viu que era bom".

#### Terceiro dia
9 E disse Deus: Ajuntem-se as águas debaixo dos céus num lugar; e apareça a porção seca; e assim foi. 10 E chamou Deus à porção seca Terra; e ao ajuntamento das águas chamou Mares; e viu Deus que era bom. 11 E disse Deus: Produza a terra erva verde, erva que dê semente, árvore frutífera que dê fruto segundo a sua espécie, cuja semente está nela sobre a terra; e assim foi. 12 E a terra produziu erva, erva dando semente conforme a sua espécie, e a árvore frutífera, cuja semente está nela conforme a sua espécie; e viu Deus que era bom. 13 E foi a tarde e a manhã, o dia terceiro.
Gênesis 1:9-13
No 3º dia, as águas recuam, criando um anel oceânico ao redor de um único continente circular. Ao final do terceiro dia, Deus criou um ambiente fundamental de luz, céus, mar e terra. Os três níveis do cosmos são então povoados na mesma ordem em que foram criados: céus, mar e terra.
Deus não cria nem faz árvores e plantas, mas ordena à terra que as produza. O significado teológico subjacente parece ser que Deus concedeu à terra, antes estéril, a capacidade de produzir vegetação, e agora ela o faz sob seu comando. "Segundo a sua espécie" parece antecipar as leis encontradas posteriormente no Pentateuco, que dão grande ênfase à santidade por meio da separação.

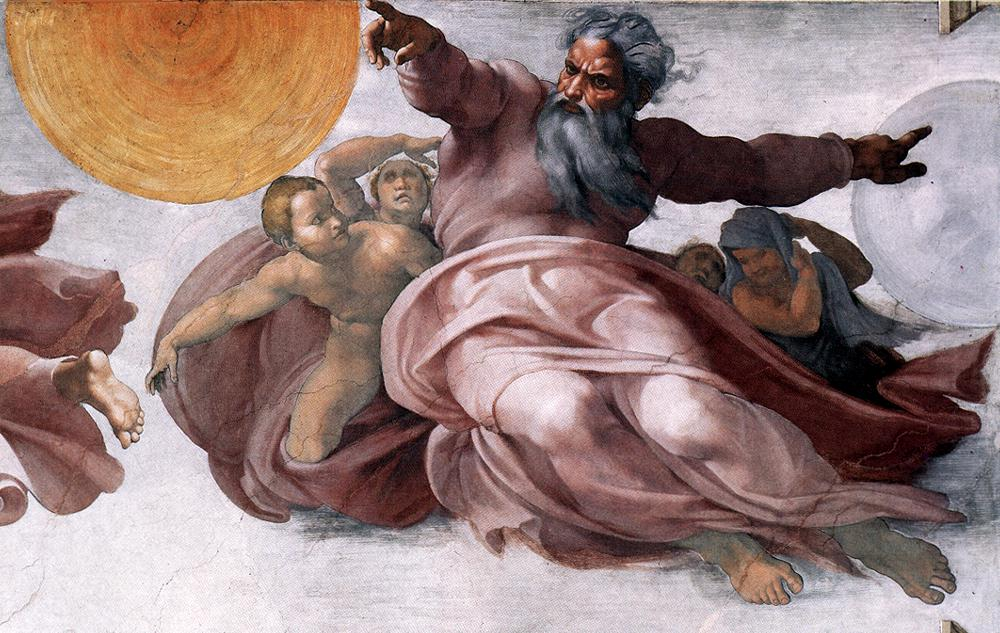
"Deus criando o Sol e a Lua", por Criação do Sol, Lua e Plantas de Michelangelo, na Capela Sistina.

#### Quarto dia
14 E disse Deus: Haja luminares na expansão dos céus, para haver separação entre o dia e a noite; e sejam eles para sinais e para tempos determinados e para dias e anos. 15 E sejam para luminares na expansão dos céus, para iluminar a terra; e assim foi. 16 E fez Deus os dois grandes luminares: o luminar maior para governar o dia, e o luminar menor para governar a noite; e fez as estrelas. 17 E Deus os pôs na expansão dos céus para iluminar a terra, 18 E para governar o dia e a noite, e para fazer separação entre a luz e as trevas; e viu Deus que era bom. 19 E foi a tarde e a manhã, o dia quarto.
Gênesis 1:14-19
No 4° dia, a linguagem de "senhorio" é introduzida: os corpos celestes "governarão" o dia e a noite e marcarão as estações, os anos e os dias (uma questão de crucial importância para os autores sacerdotais, visto que os festivais religiosos eram organizados em torno dos ciclos do sol e da lua); posteriormente, o homem será criado para governar toda a criação como regente de Deus. Deus coloca "luzes" no firmamento para "governar" o dia e a noite. Especificamente, Deus cria a "luz maior", a "luz menor" e as estrelas. De acordo com Victor Hamilton, a maioria dos estudiosos concorda que a escolha de "luz maior" e "luz menor", em vez dos mais explícitos "sol" e "lua", é uma retórica anti-mitológica destinada a contradizer as crenças contemporâneas generalizadas de que o sol e a lua eram divindades por si sós.

#### Quinto dia

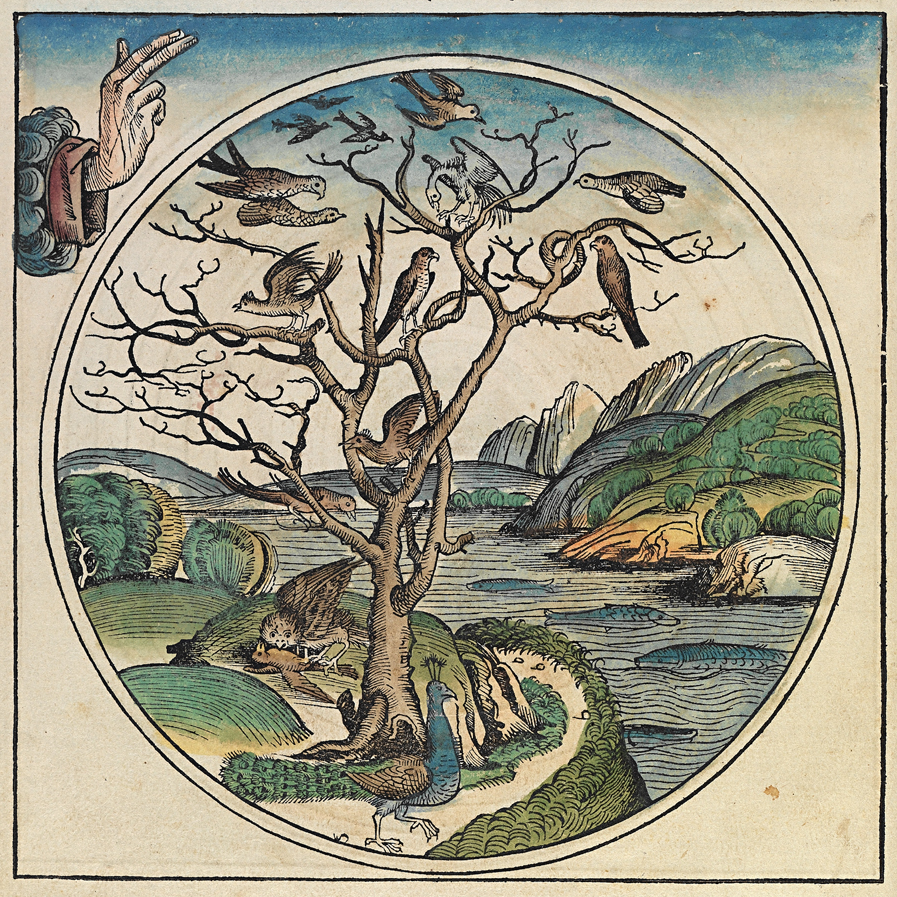
Deus criando aves e animais aquáticos, por Crônica de Nuremberg publicado em 1493.

20 E disse Deus: Produzam as águas abundantemente répteis de alma vivente; e voem as aves sobre a face da expansão dos céus. 21 E Deus criou as grandes baleias, e todo o réptil de alma vivente que as águas abundantemente produziram conforme as suas espécies; e toda a ave de asas conforme a sua espécie; e viu Deus que era bom. 22 E Deus os abençoou, dizendo: Frutificai e multiplicai-vos, e enchei as águas nos mares; e as aves se multipliquem na terra. 23 E foi a tarde e a manhã, o dia quinto.
Gênesis 1:20-23
Nas mitologias egípcia e mesopotâmica, o deus criador tem que lutar contra monstros marinhos antes de poder construir o céu e a terra; em Gênesis 1:21, a palavra tanino, às vezes traduzida como "monstros marinhos" ou "grandes criaturas", é paralela aos chamados monstros do caos Raabe e Leviatã dos Salmos 74:13, Isaías 27:1 e Isaías 51:9, mas não há nenhuma sugestão (em Gênesis) de combate, e os taninos são simplesmente criaturas criadas por Deus.

#### Sexto dia

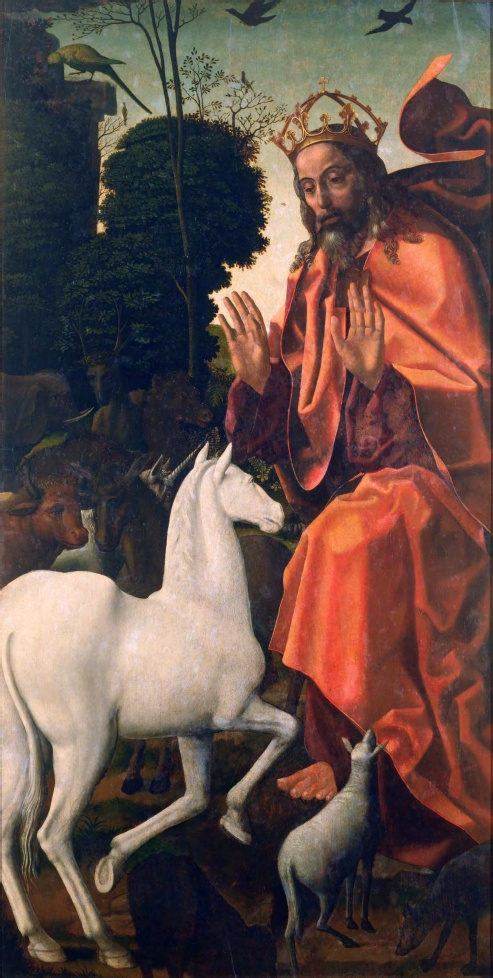
A criação dos animais, de Grão Vasco (1506–1511).

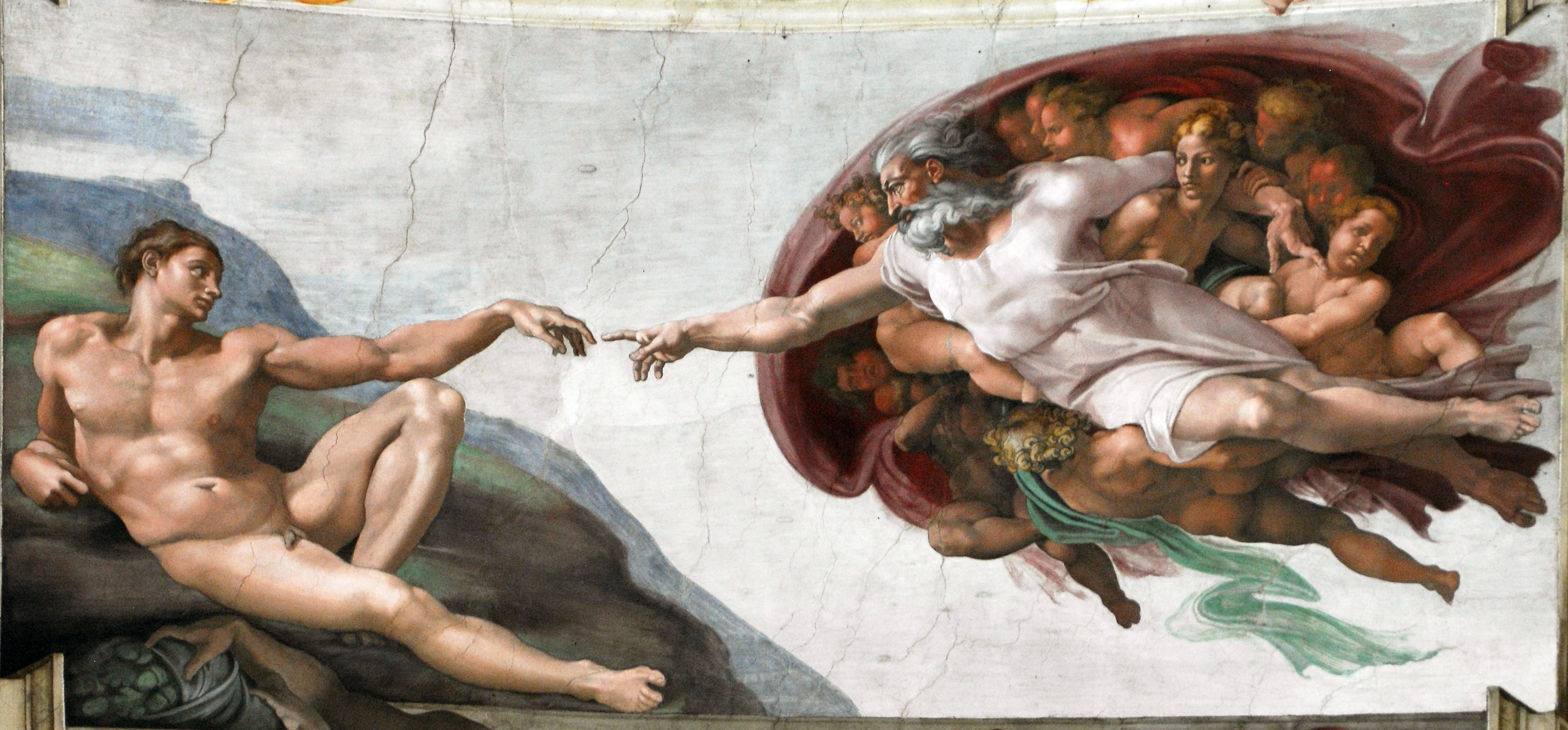
Homem criado por Deus, por A Criação de Adão de Michelangelo, na Capela Sistina.

24 E disse Deus: Produza a terra alma vivente conforme a sua espécie; gado, e répteis e feras da terra conforme a sua espécie; e assim foi. 25 E fez Deus as feras da terra conforme a sua espécie, e o gado conforme a sua espécie, e todo o réptil da terra conforme a sua espécie; e viu Deus que era bom. 26 E disse Deus: Façamos o homem à nossa imagem, conforme a nossa semelhança; e domine sobre os peixes do mar, e sobre as aves dos céus, e sobre o gado, e sobre toda a terra, e sobre todo o réptil que se move sobre a terra.27 E criou Deus o homem à sua imagem; à imagem de Deus o criou; homem e mulher os criou. 28 E Deus os abençoou, e Deus lhes disse: Frutificai e multiplicai-vos, e enchei a terra, e sujeitai-a; e dominai sobre os peixes do mar e sobre as aves dos céus, e sobre todo o animal que se move sobre a terra. 29 E disse Deus: Eis que vos tenho dado toda a erva que dê semente, que está sobre a face de toda a terra; e toda a árvore, em que há fruto que dê semente, ser-vos-á para mantimento. 30 E a todo o animal da terra, e a toda a ave dos céus, e a todo o réptil da terra, em que há alma vivente, toda a erva verde será para mantimento; e assim foi. 31 E viu Deus tudo quanto tinha feito, e eis que era muito bom; e foi a tarde e a manhã, o dia sexto.
Gênesis 1:24-31
Quando Deus diz "façamos o homem" em Gênesis 1:26, a palavra hebraica usada é adam; portanto, trata-se de um substantivo genérico, "humanidade", e não implica que esta criação seja masculina. Após esta primeira menção, a palavra sempre aparece como ha-adam, "homem", mas, como mostra Gênesis 1:27 ("Criou Deus o homem à sua imagem, à imagem de Deus o criou; homem e mulher os criou"), a palavra ainda não é exclusivamente masculina.
O homem foi criado à "imagem de Deus". O significado disso não é claro; as sugestões incluem:
1. Possuir as qualidades espirituais de Deus, como intelecto, vontade, etc.;
2. Possuir a forma física de Deus;
3. Uma combinação das duas;
4. Ser a contraparte de Deus na Terra e capaz de estabelecer um relacionamento com ele;
5. Ser o representante ou vice-rei de Deus na Terra.[43]

A palavra de Deus "Façamos o homem [...]" deu origem a várias teorias, sendo as duas mais importantes a de que "Façamos" é plural no sentido majestoso, ou que reflete um concílio divino com Deus entronizado como rei, propondo a criação da humanidade aos seres divinos inferiores.
Deus diz aos animais e aos humanos que lhes deu "toda a planta verde [...] para comer"; a criação deve ser vegetariana. Somente mais tarde, após o Dilúvio, o homem recebe permissão para comer carne. O autor sacerdotal do Gênesis parece olhar para um passado ideal em que a humanidade vivia em paz consigo mesma e com o reino animal, e que poderia ser recuperado por meio de uma vida sacrificial adequada em harmonia com Deus.
No final, Deus vê que "tudo o que havia feito [...] era muito bom" (Gênesis 1:31). Isso implica que os materiais que existiam antes da Criação ("tohu va-bohu", "escuridão", "tehom") não eram "muito bons". Israel Knohl levantou a hipótese de que a fonte sacerdotal estabeleceu essa dicotomia para mitigar o problema do mal.

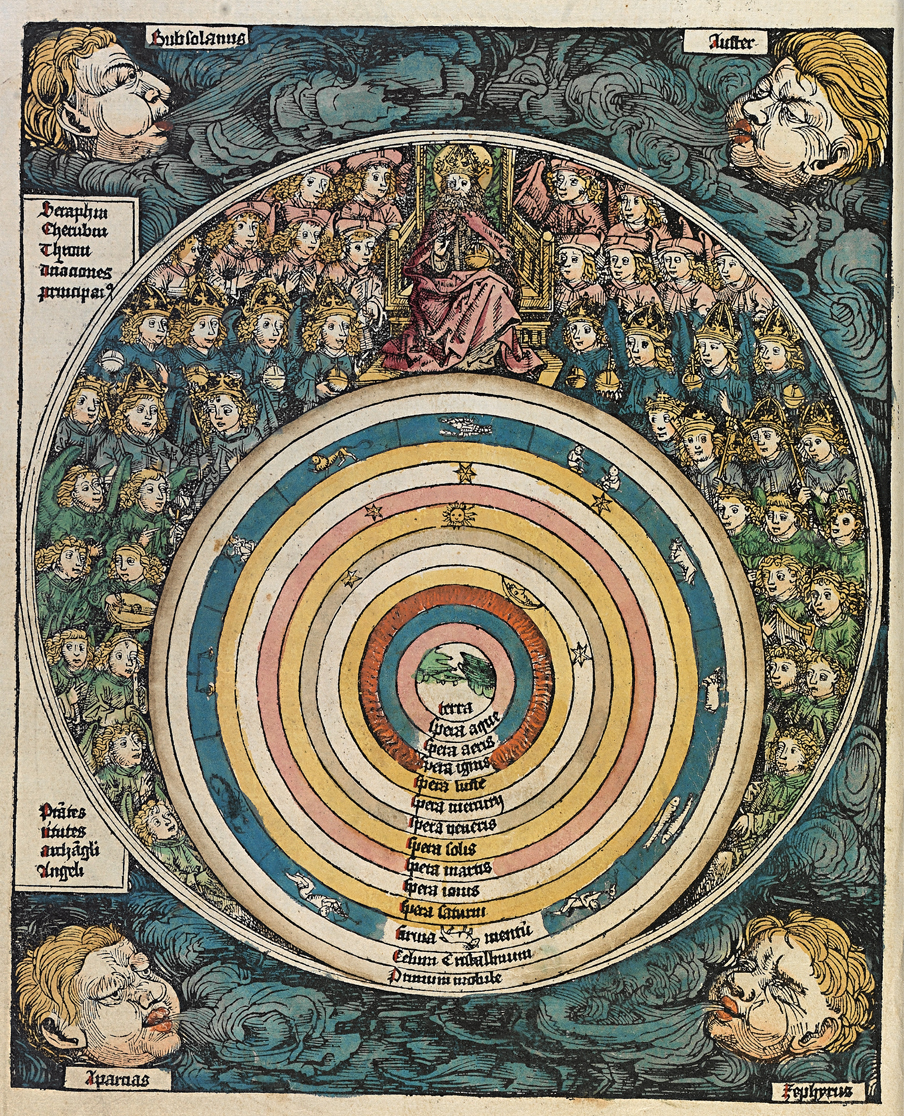
Seventh Day of Creation, de 1493 Nuremberg Chronicle por Hartmann Schedel

### Sétimo dia: descanso divino (Gênesis 2:1–3)
1 Assim os céus, a terra e todo o seu exército foram acabados. 2 E havendo Deus acabado no dia sétimo a obra que fizera, descansou no sétimo dia de toda a sua obra, que tinha feito. 3 E abençoou Deus o dia sétimo, e o santificou; porque nele descansou de toda a sua obra que Deus criara e fizera.
Gênesis 2:1-3
A criação é seguida pelo descanso. Na literatura do antigo Oriente Próximo, o descanso divino é alcançado em um templo como resultado de trazer ordem ao caos. O descanso é tanto desengajamento, uma vez que a obra da criação terminou, quanto comprometimento, uma vez que a divindade agora está presente em seu templo para manter um cosmos seguro e ordenado. Compare Éxodo 20:8-11: "Lembra-te do dia de sábado, para o santificar. Seis dias trabalharás e farás toda a tua obra. Mas o sétimo dia é o sábado do Deus teu Deus. Não farás trabalho algum, nem tu, nem teu filho, nem tua filha, nem o teu servo, nem a tua serva, nem o teu animal, nem o estrangeiro que está dentro das tuas portas. Porque em seis dias fez Deus os céus e a terra, o mar e tudo o que neles há, e ao sétimo dia descansou. Por isso, abençoou Deus o dia de sábado e o santificou."

## Segunda narrativa: Gênesis 2:4–2:25

Ilustração da Bíblia de Lutero, que inclui a tradução do Novo Testamento de Erasmo.

Gênesis 2:–Gênesis 3:, a história do Jardim do Éden, foi provavelmente escrita por volta de 500 a.C. como "um discurso sobre ideais na vida, o perigo na glória humana e a natureza fundamentalmente ambígua da humanidade, especialmente as faculdades mentais humanas". O Jardim em que a ação ocorre está localizado na fronteira mitológica entre os mundos humano e divino, provavelmente através do oceano cósmico, perto da borda do mundo; seguindo um conceito tradicional do antigo Oriente Próximo, o Rio Éden primeiro forma esse oceano e depois se divide em quatro rios que correm dos quatro cantos da Terra até o seu centro. De acordo com Meredith Kline, que representa a teologia da aliança e a interpretação da estrutura, a narrativa estabelece o local do "teste de provação climático", que é também onde ocorre a "crise da aliança" em Gênesis 3:.

### Origem da humanidade e vida da flora (2:4–7)
Começa "no dia em que YHWH Elohim fez a terra e os céus", uma introdução semelhante às encontradas nos mitos babilônicos. Antes da criação do homem, a Terra é um deserto estéril regado por um ʪḏ (אד); A versão Reina-Valera de Gênesis 2:6 traduziu isso como "vapor", seguindo a prática judaica, mas desde meados do século XX, os estudiosos hebraicos geralmente aceitam o verdadeiro significado como "fonte de água subterrânea".
Em Gênesis 1:, a palavra característica para a atividade de Deus é bara, "criar"; em Gênesis 2:, a palavra usada ao criar o homem é yatsar (ייצר, yîṣer), que significa "formar", uma palavra usada em contextos como um oleiro formando um pote de barro. Deus sopra seu próprio fôlego no barro e ele se torna nefesh (נֶ֫פֶשׁ), uma palavra que significa "vida", "vitalidade", "a personalidade viva"; o homem compartilha nefesh com todas as criaturas, mas o texto descreve esse ato vivificante de Deus apenas em relação ao homem.

### Jardim do Éden (2:8–14)
O Éden, onde Deus estabelece seu Jardim do Éden, vem de uma raiz que significa "fertilidade": o primeiro homem deve trabalhar no jardim milagrosamente fértil de Deus. A "árvore da vida" é um tema do mito mesopotâmico: na Epopeia de Gilgamesh (c. 1800 a.C.), o herói recebe uma planta chamada "o homem rejuvenesce na velhice", mas uma serpente rouba a planta dele. Há muita discussão acadêmica sobre o tipo de conhecimento dado pela segunda árvore. As sugestões incluem: qualidades humanas, consciência sexual, conhecimento ético ou conhecimento universal; sendo este último o mais amplamente aceito. No Éden, a humanidade tem a escolha entre a sabedoria e a vida, e escolhe a primeira, embora Deus a tenha destinado para a segunda.
O Éden mítico e seus rios podem representar a verdadeira Jerusalém, o Templo e a Terra Prometida. O Éden pode representar o jardim divino em Sião, o monte de Deus, que também era Jerusalém; enquanto o verdadeiro Giom era uma fonte fora da cidade (espelhando a fonte que irriga o Éden); e a imagem do Jardim, com sua serpente e querubins, tem sido vista como um reflexo da imagem real do Templo de Salomão com sua serpente de cobre (a nehushtan) e seus querubins guardiões. Gênesis 2: é o único lugar na Bíblia onde o Éden aparece como uma localização geográfica: em outros lugares (notavelmente no Livro de Ezequiel), é um lugar mitológico localizado no monte sagrado de Deus, com ecos de um mito mesopotâmico do rei como homem primordial colocado em um jardim divino para proteger a árvore da vida.

### A aliança de Deus com Adão (2:15–17)
Kline afirma que os termos da aliança (uma transação legal divina com compromissos divinamente sancionados), especificamente a Aliança das Obras, são resumidos nos versículos 15-17. No versículo 15, a humanidade deve "cultivar" e "guardar" o jardim (KJV), ou "cultivá-lo" e "cuidar dele" (NVI). No versículo 17, Deus dá a "proscrição probatória focal", que Adão não deve comer da árvore do conhecimento do bem e do mal, que se refere ao "discernimento judicial" (confia em II Samuel 14:17–KJV; I Reis 3:9, 28–KJV) e uma maldição é anexada se a proibição for transgredida, que é dita ser a morte, embora Kline interprete isso como morte espiritual ou perdição eterna em vez de morte física. "Bem e mal" é um merisma, neste caso significando simplesmente "tudo", mas também pode ter uma conotação moral. Quando Deus proíbe o homem de comer da árvore do conhecimento, ele diz que se ele fizer isso estará "condenado a morrer": o hebraico por trás disso está na forma usada na Bíblia para proferir sentenças de morte.

### Uma ajudadora idônea (2:18–25)
Após a observação de Deus de que "não é bom que o homem esteja só" em Gênesis 2:18–KJV, mas antes de fazer Adão dormir, e em seguida, criar Eva a partir do seu ventre, nos versículos 21-22, a primeira ação registrada de Adão é realizada sozinho: ele nomeia cada uma das outras criaturas que lhe foram trazidas por Deus (Gênesis 2:19-20–KJV). Isso parece ser um exercício da autoridade e do domínio dados a Adão em Gênesis 1:28–KJV. O versículo 20 também afirma que, entre todos os animais, não se encontrou nenhuma auxiliadora adequada para ele, o que nos leva ao relato da criação de Eva.
A primeira mulher foi criada para ser ezer kenegdo (עזר כנגדו ‘êzer kəneḡdō), um termo notoriamente difícil de traduzir para o homem. Kəneḡdō significa "ao lado, oposto, uma contraparte a ele", e êzer significa intervenção ativa em nome da outra pessoa. A nomeação dos elementos do cosmos por Deus em Gênesis 1: ilustra sua autoridade sobre a criação; agora, a nomeação dos animais (e da Mulher) pelo homem ilustra a autoridade de Adão dentro da criação.
A mulher é chamada ishah (אשה ’iš-šāh), "Mulher", com uma explicação de que isso se deve ao fato de ela ser derivada de ish (אִישׁ, ’îš), que significa "Masculino"; embora, na realidade, as duas palavras não estejam conectadas. Mais tarde, após a história do Jardim estar completa, ela recebe um nome: Ḥawwāh (חוה, Eva). O assiriólogo Samuel Noah Kramer conecta a criação de Eva ao antigo mito sumério de Enki, que foi curado pela deusa Nin-ti, "a Senhora da costela"; esta se tornou "a Senhora que dá vida" por meio de um trocadilho com a palavra ti, que significa "costela" e "dar vida" em sumério. Isso significa "viver" em hebraico, de uma raiz que também pode significar "serpente". A palavra tradicionalmente traduzida como "costela" também pode significar "lado", "câmara" ou "trave". Uma tradição exegética antiga sustenta que o uso de uma costela no lado do homem enfatiza que tanto o homem quanto a mulher têm igual dignidade, visto que a mulher foi criada do mesmo material que o homem, moldada e dotada de vida pelos mesmos processos.

## Ponto de vista

### Catolicismo
Os católicos, que herdaram a crença criacionista oriunda da tradição judaica, acreditam que a explicação da "feitura do universo" dada pela Bíblia pode ser compatível com uma verdadeira explicação científica, pois Deus não pode contradizer-se criando uma verdade natural em contraposição com outra sobrenatural.[carece de fontes?]
Atualmente, muitos deles, defendendo a posição oficial da Igreja Católica, não são estritamente criacionistas, porque, apesar de acreditarem na criação divina, eles aceitam ao mesmo tempo as teorias da evolução e do Big-Bang. Neste caso, que pode ser chamado de criacionismo evolucionista ou evolucionismo criacionista, os católicos defendem que estas teorias científicas não negam a origem divina do mundo, tendo somente a função de descrever o método com que Deus tenha criado todas as coisas. Aliás, a própria Igreja Católica, através do seu Magistério, não considera o criacionismo e o design inteligente como teorias científicas ou teológicas.